# Мірандо-Сіті (Техас)
Мірандо-Сіті (англ. Mirando City) — переписна місцевість (CDP) в США, в окрузі Вебб штату Техас. Населення — 222 особи (2020).

## Географія
Мірандо-Сіті розташоване за координатами 27°26′24″ пн. ш. 99°0′2″ зх. д. / 27.44000° пн. ш. 99.00056° зх. д. (27.440095, -99.000621).  За даними Бюро перепису населення США в 2010 році переписна місцевість мала площу 0,82 км², уся площа — суходіл.

## Демографія
Згідно з переписом 2010 року, у переписній місцевості мешкало 375 осіб у 116 домогосподарствах у складі 89 родин. Густота населення становила 455 осіб/км².  Було 166 помешкань (201/км²).
Расовий склад населення:
| - 90,7 % — білих - 1,1 % — чорних або афроамериканців - 0,3 % — корінних американців - 7,5 % — осіб інших рас |

До двох чи більше рас належало 0,5 %. Частка іспаномовних становила 95,2 % від усіх жителів.
За віковим діапазоном населення розподілялося таким чином: 34,1 % — особи молодші 18 років, 55,2 % — особи у віці 18—64 років, 10,7 % — особи у віці 65 років та старші. Медіана віку мешканця становила 29,5 року. На 100 осіб жіночої статі у переписній місцевості припадало 88,4 чоловіків;  на 100 жінок у віці від 18 років та старших — 84,3 чоловіків також старших 18 років.
Середній дохід на одне домашнє господарство  становив 43 008 доларів США (медіана — 27 188), а середній дохід на одну сім'ю — 47 892 долари (медіана — 29 375). За межею бідності перебувало 61,3 % осіб, у тому числі 93,6 % дітей у віці до 18 років та 0,0 % осіб у віці 65 років та старших.
Цивільне працевлаштоване населення становило 87 осіб. Основні галузі зайнятості: освіта, охорона здоров'я та соціальна допомога — 41,4 %, роздрібна торгівля — 19,5 %, сільське господарство, лісництво, риболовля — 18,4 %.